# Kovács Jenő István
Kovács Jenő István (Kézdivásárhely, 1888. július 5. – Kézdivásárhely, 1966. május 2.) laptulajdonos, újság- és rádióműsor-szerkesztő, újságíró.

## Életútja
Középiskoláit szülővárosa Római Katolikus Főgimnáziumában végezte. Könyvkereskedése a kézdivásárhelyi irodalmi és kulturális élet központja, az írogató értelmiségiek gyülekezőhelye volt (1920–44). A helybeli Székely Újság (1904–44) tulajdonosa és főszerkesztője, 1944 után a Népi Egység, Igazság, Vörös Zászló, Romániai Magyar Szó, Brassói Lapok és a bukaresti magyar rádióadás munkatársa és tudósítója. Megírta Kézdivásárhely és környéke monográfiáját (kéziratban).